# Раковці
Раковці (словен. Rakovci) — поселення в общині Светий Томаж, Подравський регіон‎, Словенія.